# Chrysaora hysoscella
El acalefo radiado o aguamar (Chrysaora hysoscella) es una especie de cnidario escifozoo de la familia Pelagiidae.

## Descripción
Presenta una umbrela aplanada, de entre 1 y 12 cm de diámetro, con 24 tentáculos, 8 órganos sensoriales y 32 lóbulos periféricos. Es de coloración blanca amarillenta con 16 características bandas radiales de color marrón amarillento. Los ejemplares inmaduros son fácilmente confundidos con el acalefo luminiscente (Pelagia noctiluca).

## Distribución
Es propio del mar Mediterráneo y del océano Atlántico nororiental.